# Prędkość radialna

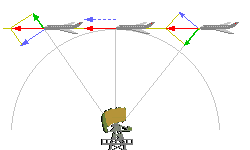
Samolot, przelatujący nad radarem: wektor prędkości samolotu (czerwony) jest sumą prędkości radialnej (zielona) oraz prędkości tangencjalnej (niebieska).

Prędkość radialna – rzut prędkości obiektu na prostą łączącą obiekt z obserwatorem. Przez prędkość radialną określa się także moduł tego rzutu. Odpowiada prędkości zbliżania się lub oddalania obiektu od obserwatora.
W układzie współrzędnych biegunowych prędkość radialna jest rzutem prędkości na wektor wodzący. Jej wartość jest równa prędkości zmian długości promienia wodzącego, a kierunek – wzdłuż promienia wodzącego
{\displaystyle {\vec {v}}_{r}=({\vec {v}}\cdot {\hat {r}}){\hat {r}}={\frac {dr}{dt}}\cdot {\hat {r}},}
gdzie:
{\displaystyle {\hat {r}}} – wersor o kierunku radialnym.
Wektorowa suma prędkości radialnej i prostopadłej do niej prędkości transwersalnej jest całkowitą prędkością ciała.

## W astronomii
Prędkość radialna składową prędkości ciała niebieskiego mierzoną wzdłuż kierunku od obserwatora do źródła, przy czym dla obiektów spoza Układu Słonecznego pomija się ruch Ziemi wokół Słońca. Prędkość tę można znaleźć, analizując widmo danego obiektu i szukając w nim systematycznych przesunięć linii widmowych spowodowanych efektem Dopplera. Prędkość ta, dodatnia w przypadku oddalania się źródła lub ujemna w przypadku jego zbliżania się do obserwatora, jest tym większa, im bardziej przesunięte są linie w kierunku odpowiednio fal dłuższych lub krótszych.
Prędkość gwiazdy oblicza się z prędkości radialnej i składowej transwersalnej (zwanej w astronomii często niezbyt precyzyjnie prędkością tangencjalną). W celu obliczenia prędkości danej gwiazdy względem innego układu odniesienia, np. Układu Słonecznego lub Galaktyki, należy uwzględnić ruch własny obserwatora względem tego układu.
W przypadku odległych galaktyk dominującą składową jest składowa radialna (prawo Hubble’a).